# Исаакий (Попов)
Иеросхимона́х Исаа́кий (в схиме Иоа́нн, в миру Ива́н Фёдорович Попов или Степа́нов; 1669, Красное, Арзамасский уезд, Русское царство — 4 [15] июля 1737, Санкт-Петербург) — иеросхимонах Русской православной церкви; основатель Свято-Успенской Саровской пустыни.

## Биография
Иван Степанов родился в 1670 году в селе Красном Арзамасского уезда в семье дьячка. Уже в детстве он любил церковное чтение и пение; 6 февраля 1689 года постригся в монашество с именем Исаакий во Введенском монастыре города Арзамаса.
В 1691 году Исаакий ушёл в пустынную местность Тамбовской губернии, называемую Старым городищем, и здесь жил отшельником среди всякого рода лишений, только изредка приходя в ближайшие монастыри.
2 февраля 1692 года Исаакий рукоположён был в сан иеромонаха; в ноябре 1699 года выстроил в пустыни часовню, а в 1700 году по просьбе иноков принял на себя обязанности настоятеля в Арзамасском Введенском монастыре, где и оставался до 1705 года.
Знакомства и встречи с старообрядцами сподвигли отца Исаакия на миссионерскую деятельность, которая имела громадный успех, потому что отличалась сердечностью, кротостью, любовью и искренним участием к заблуждающимся. В ноябре 1705 года он ездил за Волгу и первым из православного духовенства проник с проповедью в леса Бельбожа и Керженца. Раскольники и впоследствии поддерживали с ним контакты.
В 1706 году за пятьдесят дней Исаакий с братией выстроил в пустыни церковь; в 1711 году утверждён был общежительный устав пустыни. Жизнь иноков в пустыни была не легка: то разбойники, то пожары не раз разоряли обитель и монахов.
В январе 1715 года отец Исаакий серьёзно заболел и принял великую схиму с именем Иоанна, со строгими обетами — оставить настоятельство, преподавание и священнодействование; но беспорядки в обители заставили его с разрешения митрополита сложить с себя схимнические обеты и по-прежнему служить настоятелем. 18 декабря 1731 года после долгих споров и тяжб за Саровскою пустынью были закреплены все земли, приобретённые настоятелем в 1705—1729 годах.
В октябре 1734 года схимник Иоанн был неожиданно закован в цепи и отправлен в Тайную канцелярию. Он обвинялся в том, что в монастыре его были найдены занесённые монахами следующие рукописи: «Отречение от Бога и покаяние в нем и данном бесам рукописании», «Разрешительное письмо в грехах»; тетради о монашестве сочинения Маркелла Родышевского, манифест о царевиче Алексее Петровиче и книга «Правда воли монаршей».
Хотя отец Иоанн обвинялся в государственном преступлении и в сообщничестве с раскольниками, но смиренный вид схимника так ясно говорил о неправоте обвинений, что Иоанн не был подвергнут пытке и священный сан его остался неприкосновенным. Он умер в заключении 4 июля 1737 года, 67 лет от рождения и был погребён в Санкт-Петербурге при церкви Преображения Господня.
Кроме мелких записок и заметок, Иоанн оставил следующие сочинения: «Устав общежительные Сатисо-Градо-Саровские пустыни»; сказание о первом жительстве монахов и о построении церкви Пресвятой Богородицы в пустыне на Старом Городище, где ныне стоит общежительная Саровская пустынь; сказание о обращении раскольников заволжских и похвала на обращение заволжских раскольников и «Увещание ко обращимся из раскола».